# ノルデア銀行
ノルデア銀行（ノルデアぎんこう、フィンランド語: Nordea Bank Abp）は、フィンランド・ヘルシンキに本部を置く金融グループである。銀行としてフィンランド最大手かつ北欧最大の資産を有し、世界19ヶ国に1,400以上の支店を持つ。またネット銀行大手としても知られ、ネット上で500万人以上の顧客を擁する。ナスダック・ヘルシンキ、ナスダック・ストックホルム、ナスダック・コペンハーゲンに株式を上場している。最大の株主はフィンランドの保険会社サンポ（20%）。

## 沿革

### 合併による設立
ノルデア銀行は北欧諸国の多くの金融機関の合併により設立された。フィンランドで1842年に設立されたSuomen Yhdyspankkiと1889年に設立されたKansallis-Osake-Pankkiが1995年に合併し、メリタ銀行が設立された。スウェーデンでは、1884年に設立されたPostbankenと1923年に設立されたSveriges Kreditbankが合併し、1974年にスウェーデン政府出資企業のPK-banken（Post och Kreditbanken）が設立、同社は1990年にノルドバンケンを買収した際に、名称を買収企業の側へと改称した。1990年代にはバルト三国への進出が始まり、1995年にエストニアに支店を開設、1999年にラトビア銀行の単独株主となった。ネット銀行としての展開は早く、1990年代末にはすでに100万人以上の顧客を持つようになった。1997年にメリタ銀行とノルドバンケンが合併しメリタノルドバンケンとなり、2000年にメリタノルドバンケンとデンマークのウニダンマルクが合併、程なく同社はノルウェーのクリスチャニア銀行を買収し、2001年にノルデア銀行（NordicとIdeasの合成から命名）と改称、スウェーデンに本部を置いた。同年ポーランドのBWP-Unibankとも合併した。

### 設立後の展開
2002年にポーランドのLG Petro Bankの買収を発表、ネット銀行としての顧客数が330万人を突破、合併後分権傾向の強かったノルデア銀行であったが2003年にスウェーデンを中心とする機構改革が行われた。2004年にネット銀行としての顧客数が400万人を突破、この時点で世界最大のネット銀行となった。同年リトアニアのKredyt Bankを買収。2000年代前半にはアセットマネジメント業務が拡充され、2008年にはバルト三国でも同業務を開始した。同年デンマークのRoskilde Bankから支店を買収。
2007年、ノルデア銀行は被害総額が800万スウェーデン・クローナにのぼるフィッシング詐欺に遭遇した。この詐欺はトロイの木馬を含むEメールを開いた顧客を標的としたもので、銀行によると少なくとも250人がトロイの木馬をうっかりインストールしたとしている。この事件を受け、銀行は全被害者に弁償した上で新たなセキュリティシステムを導入した。
2007年以降の世界金融危機の中、ノルデア銀行は逆にマーケットシェアの拡大に成功し、北欧の金融機関としては最も株価が上昇した。2009年にデンマークのFionia Bankを買収、2010年代に入るとモバイルバンキングの顧客数が倍々ペースで増加をみた。2015年10月には、ATMでの現金受け取り、現金支払いは当面継続するものの、オスロ中央駅支店を除く全店舗において窓口での現金受け渡しを停止すると発表した。2018年から、ロボットの導入による人間の従業員の置き換えを開始した。
2016年、オランダのABNアムロ銀行との合併を試みたが、オランダ政府の介入により阻止された。2017年9月、スウェーデン政府による銀行税引き上げを不満として、フィンランドへの本社移転を発表、2018年10月1日付でフィンランド・ヘルシンキへと本社を移転した。2019年3月、ノルウェーのGjensidige Bankを買収した。

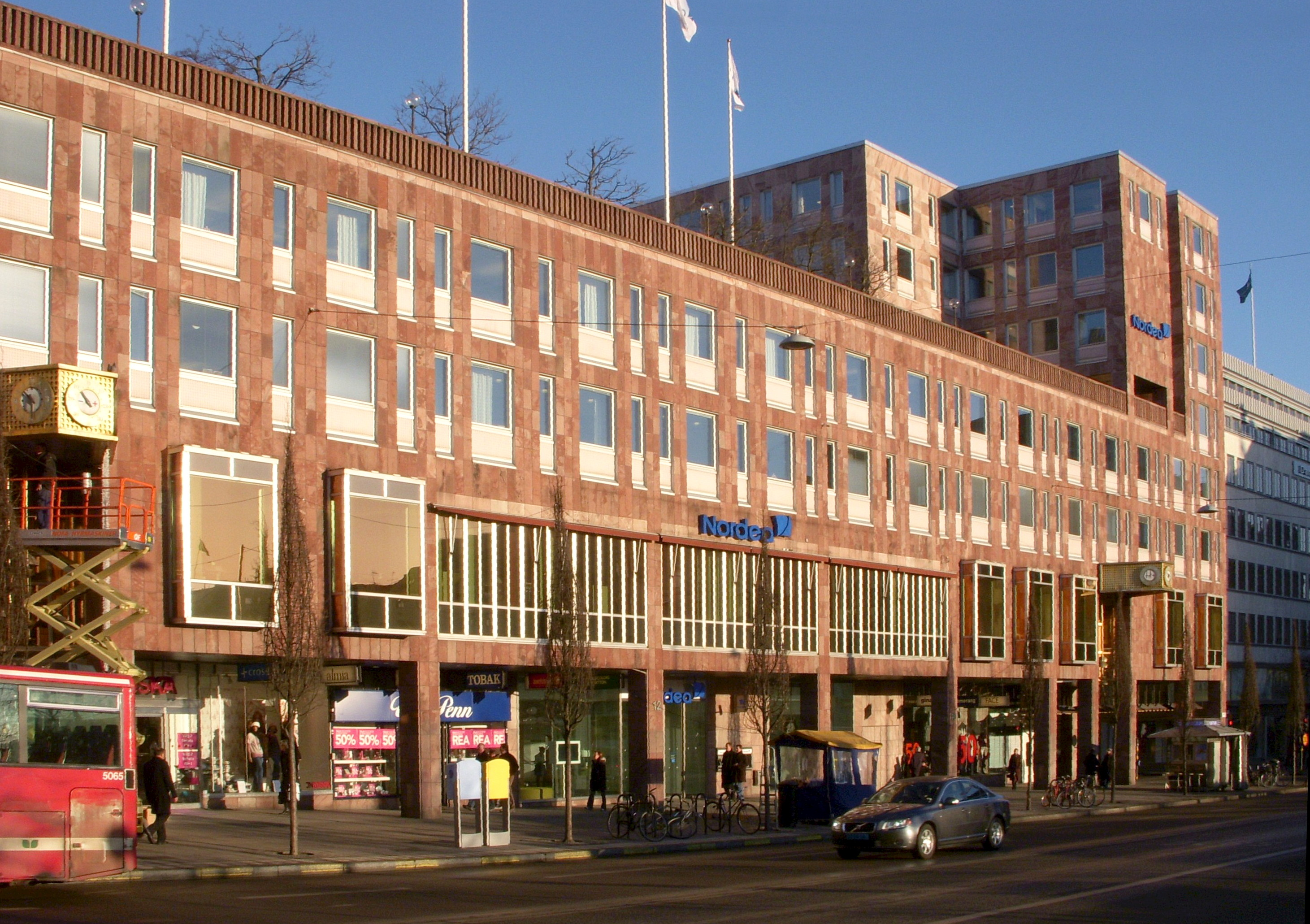
ストックホルムのスウェーデン本店
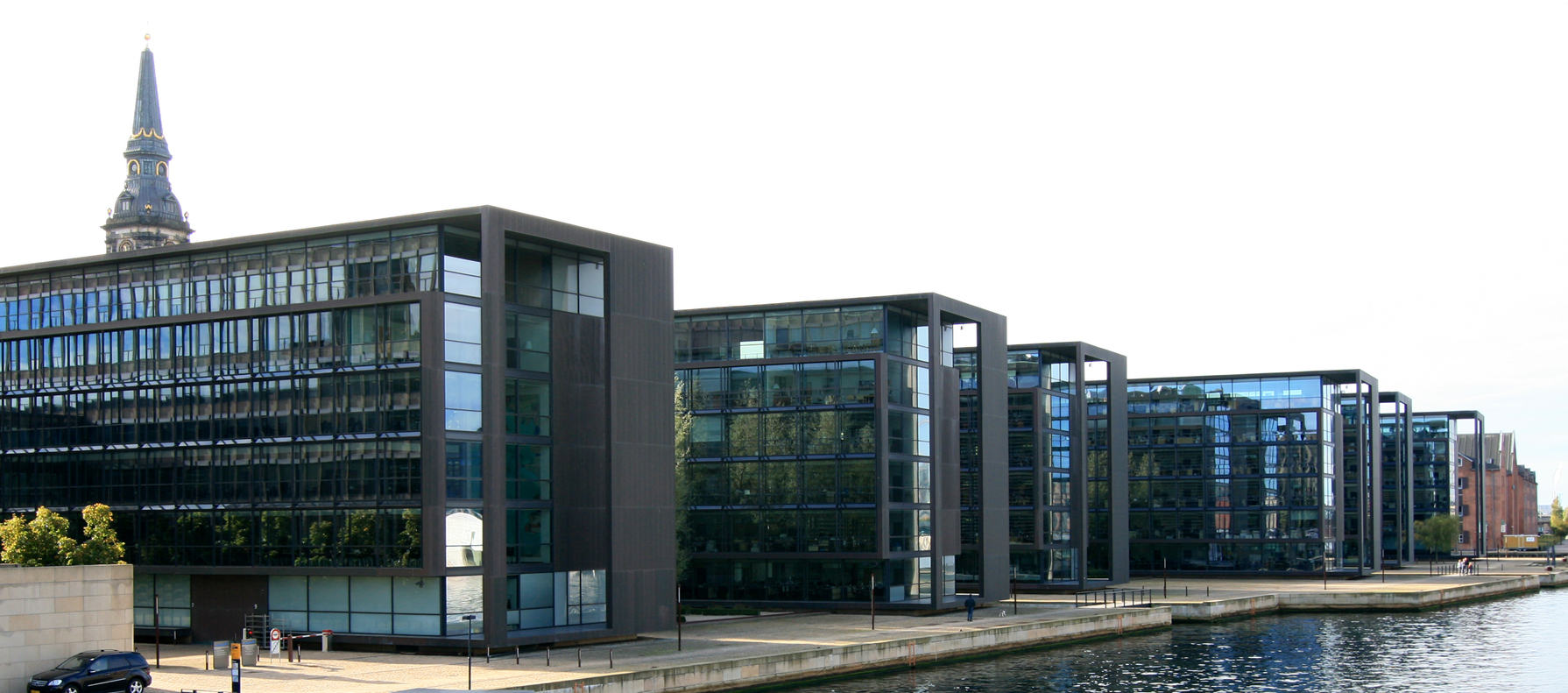
コペンハーゲンのデンマーク本店
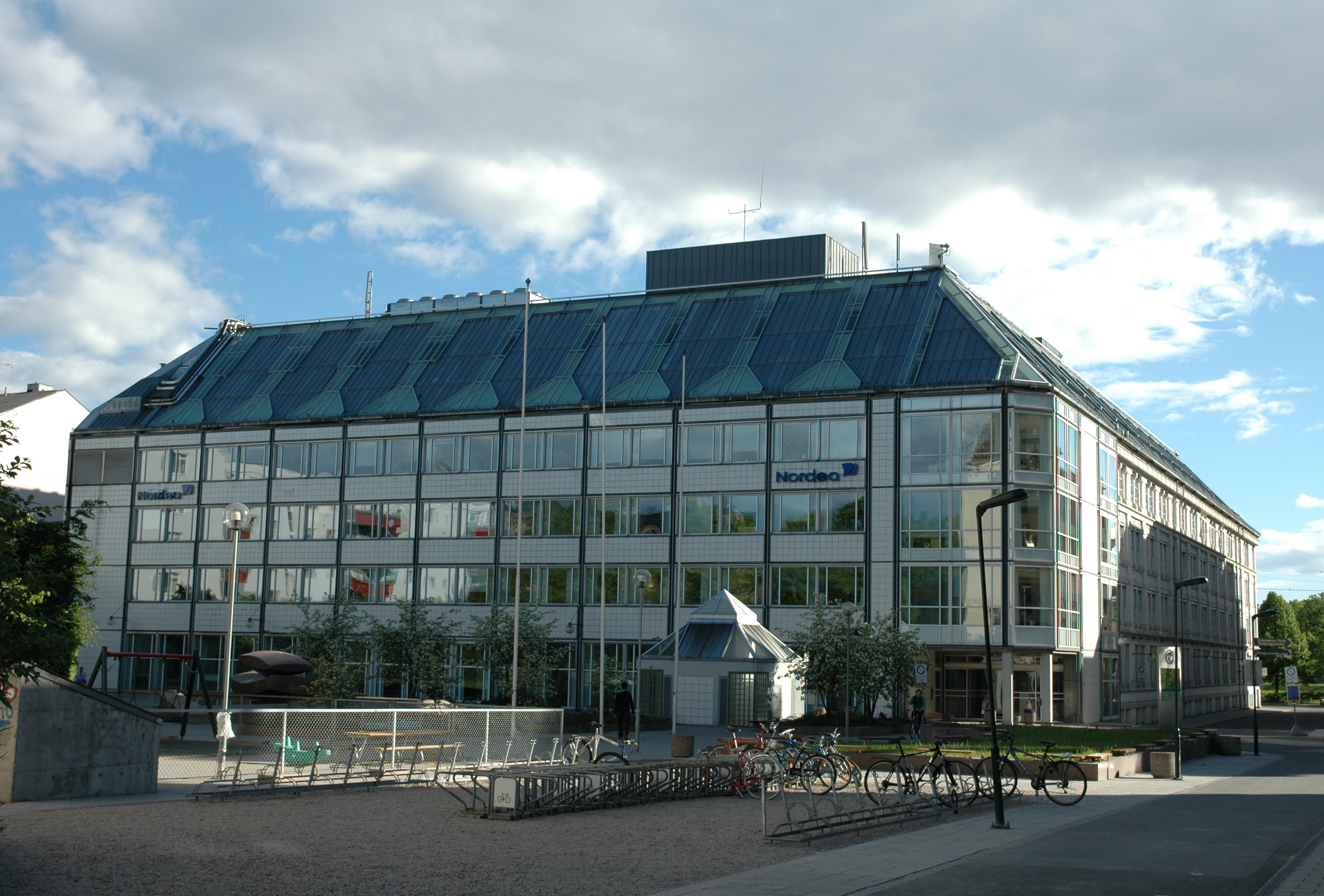
オスロのノルウェー本店
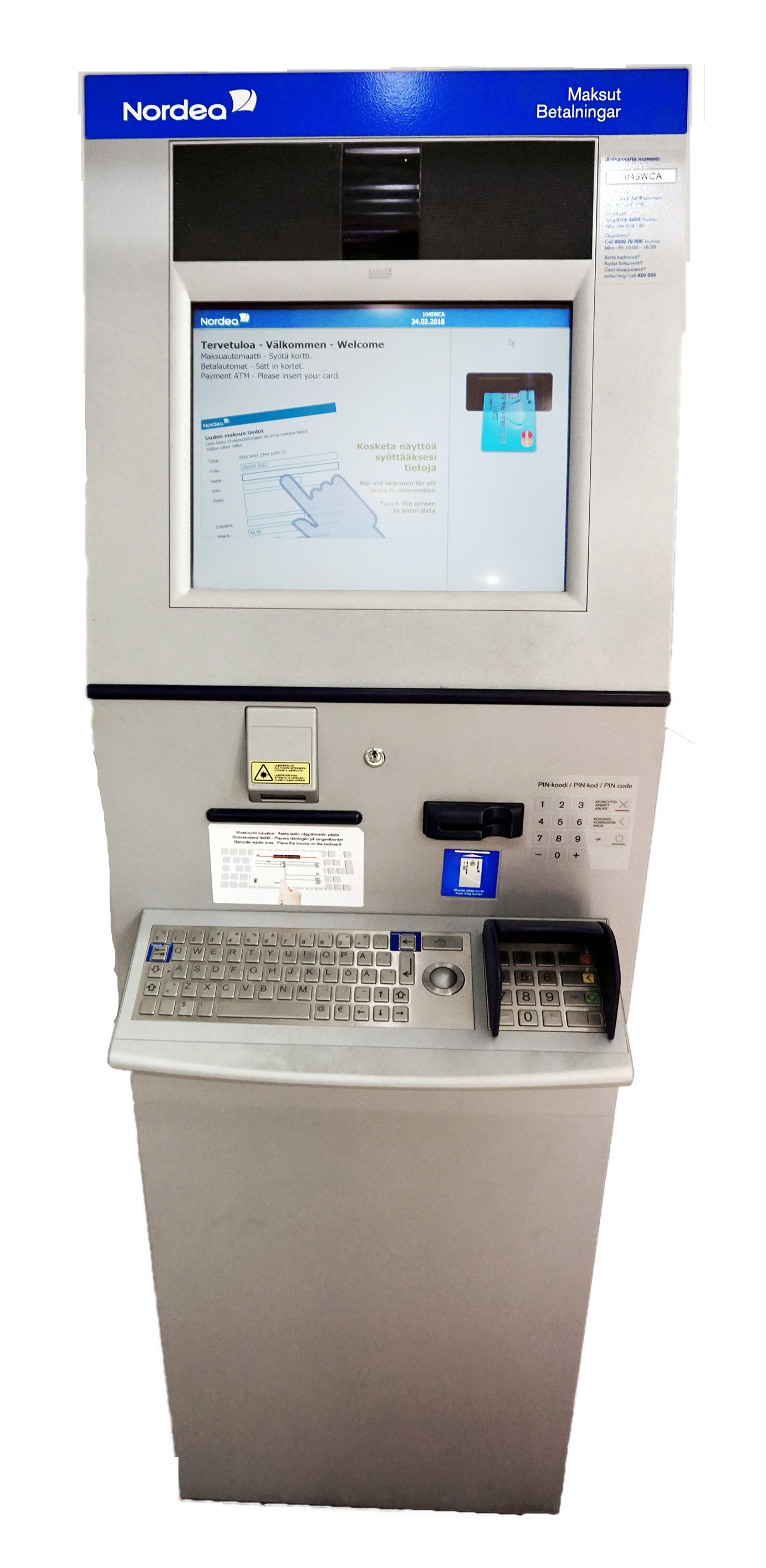
ノルデア銀行のATM
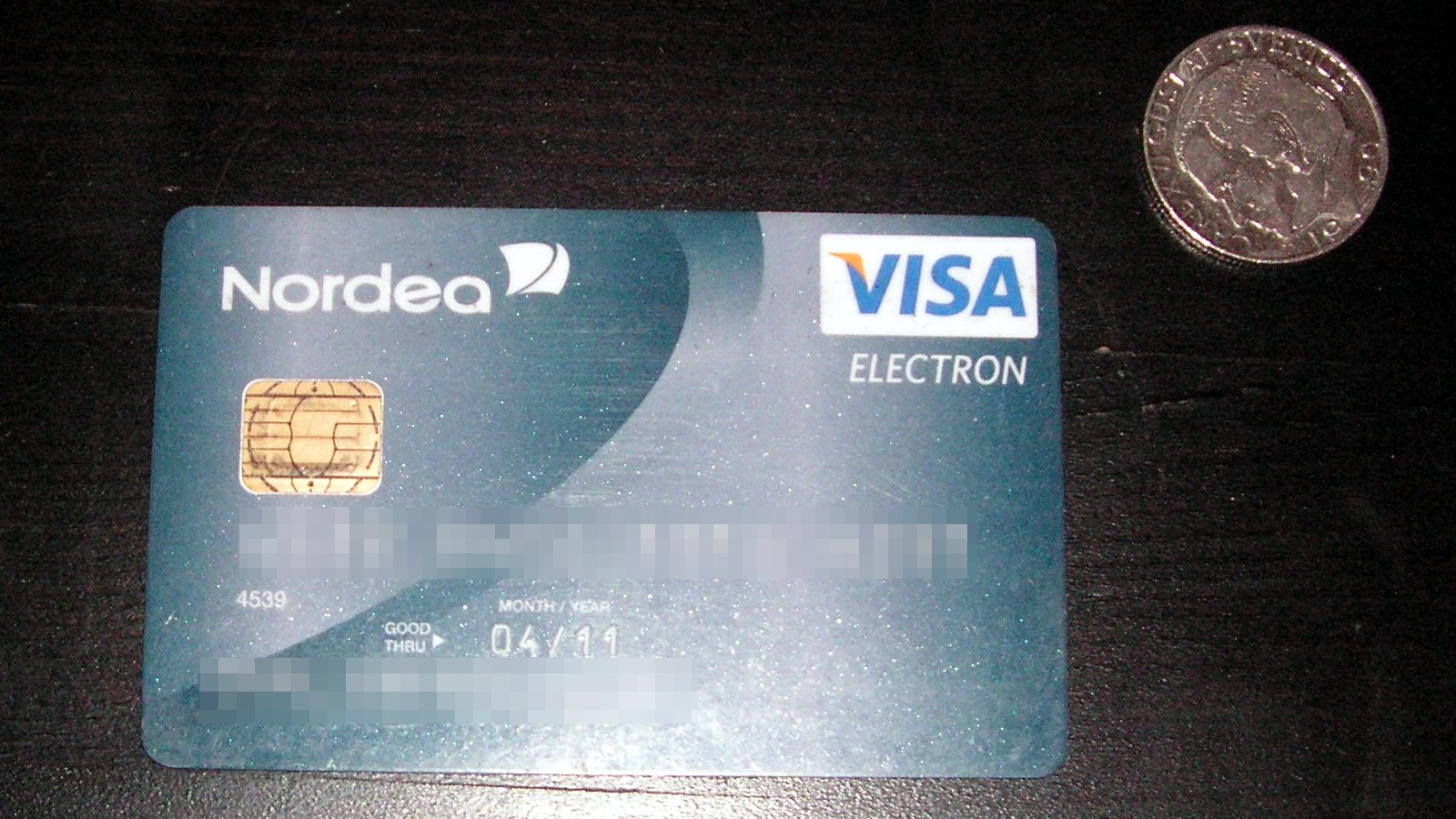
ノルデア銀行発行のVISAエレクトロン